# Fuente del Berro
Fuente del Berro es uno de los seis barrios administrativos que componen el distrito de Salamanca, en Madrid. En este barrio se encuentra la Colonia de Fuente del Berro, pequeños chalets y adosados que se construyeron a principios del siglo XX para la clase media. También se encuentra el Parque de la Quinta de la Fuente del Berro situado en la parte oriental del barrio.

## Límites
El barrio se encuentra limitado por la calle de Alcalá por el norte, la calle del Doctor Esquerdo por el oeste, Avenida de la Paz o M-30 por el este y la calle de O'Donnell por el sur.

## Transportes

### Cercanías Madrid
Ninguna estación de Cercanías da servicio al barrio. No obstante, se puede llegar fácilmente a las estaciones de Nuevos Ministerios (C-2, C-3, C-4, C-7, C-8 y C-10, distrito de Chamartín) y Méndez Álvaro (C-5 y C-10, distrito de Arganzuela) mediante la línea 6 de metro, y a las estaciones de Sol (C-3 y C-4, distrito Centro) y Recoletos (C-2, C-7, C-8 y C-10, barrio de Recoletos de este mismo distrito) mediante la línea 2 de metro. 

### Metro de Madrid
Las líneas 2, 5 y 6 de metro dan servicio al barrio con las siguientes estaciones:
- Ventas (L2 y L5)
- Manuel Becerra (L2 y L6)
- O'Donnell (L6)

### Autobuses
El barrio es servido por diversas líneas de autobuses, entre las que destaca la 12, por dar servicio a las zonas del barrio más alejadas del metro:
| Línea             | Terminales                                 |
| ----------------- | ------------------------------------------ |
| 2                 | Manuel Becerra – Reina Victoria            |
| 12                | Cristo Rey – Pº Marqués de Zafra           |
| 15                | Sol / Sevilla – La Elipa                   |
| 21                | Pº Pintor Rosales – Bº El Salvador         |
| 28                | Puerta de Alcalá – Bº Canillejas           |
| 30                | Felipe II – Pavones                        |
| 38                | Manuel Becerra – Las Rosas                 |
| 43                | Felipe II – Estrecho                       |
| 48                | Manuel Becerra – Bº Canillejas             |
| 53                | Sol / Sevilla – Arturo Soria               |
| 56                | Diego de León – Puente de Vallecas         |
| 71                | Manuel Becerra – Puerta de Arganda         |
| 106               | Manuel Becerra – Vicálvaro                 |
| 110               | Manuel Becerra – Cementerio de la Almudena |
| 143               | Manuel Becerra – Villa de Vallecas         |
| 146               | Callao – Los Molinos                       |
| 156               | Manuel Becerra – Legazpi                   |
| 210               | Diego de León – La Elipa                   |
| C1                | Circular 1                                 |
| C2                | Circular 2                                 |
| N5                | Cibeles – Colonia Fin de Semana            |
| N6                | Cibeles – El Cañaveral                     |
| N7                | Cibeles – Valderrivas                      |
| Exprés Aeropuerto | Cibeles – Aeropuerto/Airport               |
| NC1               | Circular 1                                 |
| NC2               | Circular 2                                 |
| E2                | Felipe II – Las Rosas                      |
| E3                | Felipe II – Valderrivas                    |
| E4                | Felipe II – Valdebernardo                  |
| E5                | Manuel Becerra - El Cañaveral              |
| Exprés Aeropuerto | Atocha/City Center – Aeropuerto/Airport    |